# EM64T

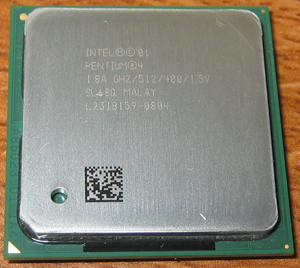
Processador Pentium4 com a tecnologia EM64T

A Extended Memory 64-bit Technology (EM64T) é a implementação da Intel da AMD64, uma extensão de 64-bits à arquitectura IA-32.

## História
A história do projecto EM64T é longa e complicada, principalmente devido a políticas internas da Intel. Começou com o nome de código Yamhill (nome inspirado numa localidade do Oregon nos Estados Unidos). Após vários anos a negar que este projecto existia, a Intel eventualmente admitiu nos inícios de 2004 a sua existência, dando-lhe aí o nome de código CT (Clackamas Technology), (Clackamas é uma localidade vizinha de Yamhill). Então, dentro de um espaço de semanas do anúncio da Intel, a companhia renomeou o projecto várias vezes: após o Intel Developer Forum da primavera de 2004, a Intel baptizou-o de IA-32E (IA-32 Extensions) e umas semanas mais tarde criaram o nome EM64T. O Chairman da Intel, Craig Barrett, admitiu que este foi um dos seus segredos mais mal guardados.

## CPUs Intel com EM64T
O primeiro processador da Intel a implementar activamente a tecnologia EM64T é o processador com o nome de código Nocona. Esse processador encontra-se à venda como o multi-processador Xeon da Intel. Como o Xeon é baseado directamente no Pentium 4, esse processador também tem a tecnologia EM64T implementada, apesar de, tal como acontece com o Hyper-Threading, essa característica não ter sido inicialmente activada no projecto Prescot, possivelmente por ele não se encontrar aperfeiçoado na altura. 